# NGC 4343
NGC 4343 é uma galáxia espiral (Sb) localizada na direcção da constelação de Virgo. Possui uma declinação de +06° 57' 16" e uma ascensão recta de 12 horas, 23 minutos e 38,7 segundos.
A galáxia NGC 4343 foi descoberta em 13 de Abril de 1784 por William Herschel.